# 청량로 (울산)
청량로(Cheongnyang-ro)는 울산광역시 울주군 온산읍 처용리 처용 교차로와 청량읍 율리 율리공영차고지 교차로를 잇는 울산광역시의 도로이다.

## 연혁
- 2005년 10월 31일: 울산광역시 남구 두왕동 ~ 울주군 청량면 율리 6.182km 구간을 자동차 전용도로로 지정[1]
- 2006년 12월 29일: 두왕 ~ 무거간 도로(울산광역시 남구 두왕동 ~ 울주군 청량면 율리) 6.18km 구간 신설 개통[2]
- 2009년 12월 10일: 청량로로 명명
- 2011년 6월 10일: 울산광역시 울주군 온산읍 처용리 ~ 남구 두왕동 6.5km 구간을 자동차 전용도로로 지정[3]
- 2014년 7월 1일: 온산 ~ 두왕간 도로(울주군 온산읍 처용리 ~ 남구 두왕동) 6.5km 구간 확장 개통[4]
- 2023년 5월 4일: 자동차전용도로 지정 해제[5]

## 주요 경유지
울산광역시
- 울주군 (온산읍 · 청량읍) - 남구 (선암동) - 울주군 청량읍 - 남구 (옥동) - 울주군 청량읍

## 노선
| 이름                       | 접속 노선              | 소재지                 | 소재지                               | 비고                           |
| 당월로와 직결              | 당월로와 직결          | 당월로와 직결          | 당월로와 직결                        | 당월로와 직결                  |
| -------------------------- | ---------------------- | ---------------------- | ------------------------------------ | ------------------------------ |
| 처용 교차로 (처용지하차도) | 개운로                 | 울주군                 | 온산읍                               | 국도 제31호선 구간             |
| 오천교                     |                        | 울주군                 | 온산읍                               | 국도 제31호선 구간             |
| 오대 교차로 (용암교)       | 처용산업로             | 울주군                 | 온산읍                               | 국도 제31호선 구간             |
| 오대교                     |                        | 울주군                 | 청량읍                               | 국도 제31호선 구간             |
| 상남 교차로 (화창교)       | 상개로                 | 울주군                 | 청량읍                               | 국도 제31호선 구간             |
| 덕하교                     |                        | 울주군                 | 청량읍                               | 국도 제31호선 구간             |
| 울산광역시                 | 남구                   |                        |                                      | 국도 제31호선 구간             |
| 울산광역시                 | 남구                   | 덕하1교                |                                      | 국도 제31호선 구간             |
| 울산광역시                 | 남구                   | 신두왕사거리 (두왕1교) | 국도 제14호선 국도 제31호선 (남창로) | 국도 제31호선 구간             |
| 울산광역시                 | 남구                   | 신두왕사거리 (두왕1교) | 국도 제14호선 국도 제31호선 (남창로) | 국도 제14호선 구간             |
| 울산광역시                 | 남구                   | 생태이동통로           |                                      | 국도 제14호선 구간 연장 약 40m |
| 구당교 진곡교 개곡1교      |                        | 울주군                 | 청량읍                               | 국도 제14호선 구간             |
| 개곡사거리 (개곡2교)       | 청량천변로 진곡만주길  | 울주군                 | 청량읍                               | 국도 제14호선 구간             |
| 문죽교                     |                        | 울주군                 | 청량읍                               | 국도 제14호선 구간             |
| 문죽 교차로                | 국도 제7호선 (이예로)  | 울주군                 | 청량읍                               | 국도 제14호선 구간             |
| 두현1교 두현2교            |                        | 울주군                 | 청량읍                               | 국도 제14호선 구간             |
| 율리공영차고지 교차로      | 국도 제14호선 (웅촌로) | 울주군                 | 청량읍                               | 국도 제14호선 구간             |